# 에이플랫
에이플랫은 대한민국의 출판사이다. 전자책 전문 출판사로 2018년 창립하여 "A보다 반음 낮은 곳에 숨어있는 대중문화의 모든 것"을 모토로 만화, 영화, 소설, 드라마, 음악 등 대중문화에 관한 책을 출간하고 있다.
2019년 1월 22일부터 주 2회 업데이트되는 팟캐스트 천원돌파 에이플랫을 운영하고 있다.

## 단행본
1. 빨간 맛 B컬처 (2018년, ISBN 9791196520519)
2. 하드보일드 만화방 (2018년, ISBN 9791196520533)
3. 슈퍼히어로 아카데미아 (2018년, ISBN 9791196520526)
4. 크리틱지상주의 (2018년, ISBN 9791196520540)
5. 아이돌리즘 (2019년, ISBN 9791196520595)
6. 영화의 진심에 대하여 (2019년, ISBN 9791189836016)
7. 한국대중음악 라이너노트 (2019년, ISBN 9791189836023)
8. 빨간 맛 B컬처 2 (2019년, ISBN 9791189836054)
9. 슈퍼히어로대백과 (2019년, ISBN 9791189836078)
10. 취미가 vol.1 (2019년, ISBN 9791189836092)
11. 위대한 망가 (2019년, ISBN 9791189836108)
12. SF는 정말 끝내주는데 (2019년, ISBN 9791189836122)
13. 시네마 던전: 김봉석 영화리뷰 범죄·액션 편 (2020년, ISBN 9791189836153)
14. 시네마 던전: 김봉석 영화리뷰 호러·스릴러 편 (2020년, ISBN 9791189836184)
15. 시네마 던전: 김봉석 영화리뷰 (2020년, ISBN 9791189836214)
16. 진정하고 TV를 켜세요 (2020년, ISBN 9791189836245)
17. 시네마 던전: 김봉석 영화리뷰 판타지·슈퍼히어로 편 (2020년, ISBN 9791189836221)